# Fireman Save My Child (film 1954)
Fireman Save My Child è un film del 1954 diretto da Leslie Goodwins.
È un film commedia statunitense ambientato a San Francisco nel 1910 con Spike Jones, Buddy Hackett e Hugh O'Brian.

## Produzione
Il film, diretto da Leslie Goodwins su una sceneggiatura di Lee Loeb e John Grant con il soggetto dello stesso Loeb, fu prodotto da Howard Christie per la Universal International Pictures. Originariamente il film doveva essere interpretato da Gianni e Pinotto (poi sostituiti da Hugh O'Brian e Buddy Hackett). I due attori compaiono infatti anche in alcune scene in campo lungo.

## Distribuzione
Il film fu distribuito negli Stati Uniti dal 2 maggio 1954 al cinema dalla Universal Pictures.
Alcune delle uscite internazionali sono state:
- in Francia il 15 dicembre 1954 (Tout fou, tout flamme)
- in Danimarca il 3 marzo 1955
- in Svezia l'11 luglio 1955 (Se opp för brandkåren)
- in Portogallo l'11 febbraio 1956 (Bombeiros Malucos)
- in Belgio (Avec les pompiers)

## Critica
Secondo Leonard Maltin il film è una "farsa grossolana".